# Orsoline

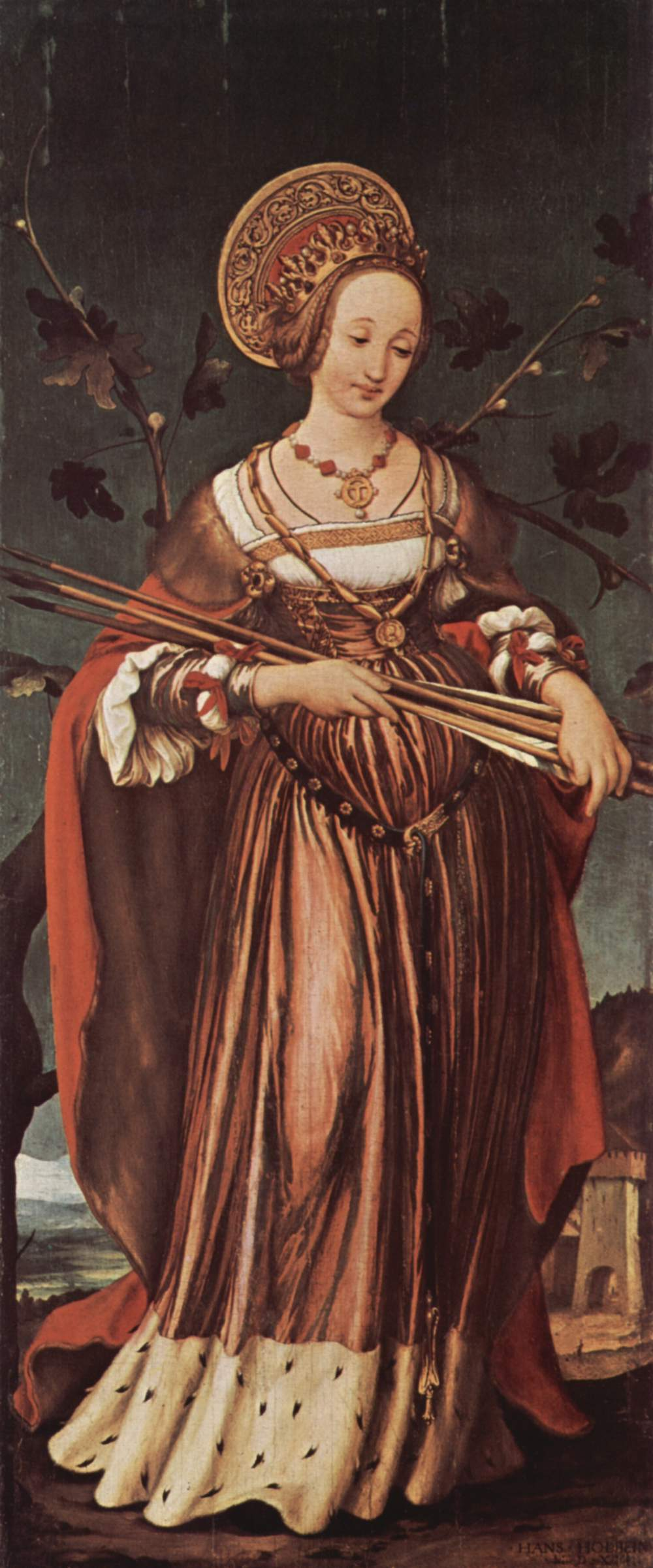
Sant'Orsola, da cui le orsoline prendono il nome: dipinto di Hans Holbein il Giovane (1523 circa)

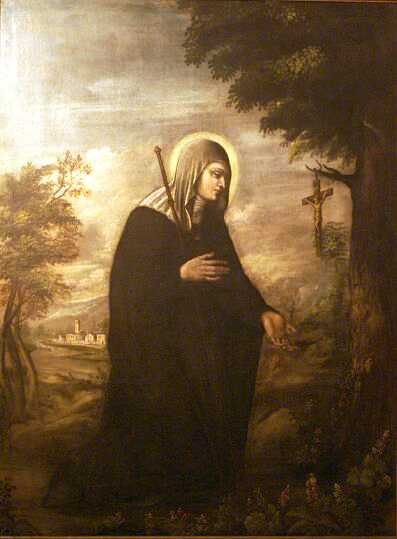
Sant'Angela Merici, fondatrice delle orsoline

Con il nome Orsoline vengono indicate numerose religiose (sia suore che monache) e appartenenti a istituti secolari: molte hanno in comune il riferimento ad Angela Merici, altre hanno adottato il nome di "orsoline" come sinonimo di "insegnanti". Nessuno degli attuali istituti di orsoline, comunque, deriva direttamente da quello della Merici.

## Le origini
L'originaria congregazione delle Orsoline fu fondata da Angela Merici (1474-1540), canonizzata nel 1807: dopo l'ingresso nel terz'ordine francescano, iniziò a impartire lezioni di catechismo alle bambine e ragazze di Desenzano e nel 1516 venne invitata a svolgere la stessa opera a Brescia.
Dopo un pellegrinaggio a Roma e in Terra santa, il 25 novembre 1535, presso la chiesa di Santa Afra a Brescia, Angela, assieme ad altre ventotto compagne, si impegnò a dedicare il resto della sua vita al servizio di Dio, specialmente mediante l'istruzione e l'educazione delle fanciulle: diede così inizio alla Compagnia delle dimesse di sant'Orsola. Le prime orsoline vivevano "da vergini nel mondo", ovvero non praticavano vita comune, non avevano abito religioso e non emettevano voti.
Le dimesse della Compagnia rimanevano nello stato laicale, conducevano una vita ritirata, si riunivano periodicamente per la comunione generale, seguivano la regola preparata dalla fondatrice ed erano soggette all'autorità dei vescovi locali, che riconoscevano come unici superiori. Le orsoline vennero approvate dal vescovo di Brescia nel 1536 e poi da papa Paolo III con la bolla Regimini Universalis Ecclesiae del 9 giugno 1544.
La compagnia ebbe rapida diffusione. Nel 1566, per esempio, Carlo Borromeo chiamò le orsoline a Milano. Seguendo il suo esempio, molti vescovi favorirono la formazione di compagnie di orsoline nelle loro diocesi ma, non di rado, con deviazioni o applicazioni particolari che ne snaturarono il carattere essenzialmente secolare: in numerose città le orsoline smisero di abitare presso le loro famiglie, venne loro imposta l'emissione di voti e vennero riunite in comunità monastiche (orsoline claustrali); altrove le orsoline si riunirono per condurre vita comune dando origine a congregazioni religiose (per esempio, le Suore Orsoline di San Carlo a Milano).
Si svilupparono, così, tre generi di orsoline: quelle secolari, quelle claustrali e quelle di vita comune senza clausura. Tutte le categorie vennero duramente provate durante il periodo Napoleonico.

## Le orsoline claustrali
Molte orsoline abbracciarono la vita claustrale: le prime furono quelle di Parigi, che nel 1612 adottarono i voti solenni e la regola di Sant'Agostino. Nel corso del XVII secolo sorsero in Francia otto congregazioni di monache dell'Ordo Sanctae Ursulae: quelle di Parigi, Tolosa, Bordeaux, Lione, Digione, Tulle, Arles e Avignone.
Le monache orsoline, grazie a Maria dell'Incarnazione Guyart, del monastero di Tours (congregazione di Bordeaux), ebbero notevole diffusione anche nel Canada. Molti monasteri, soprattutto negli anni a cavallo tra XIX e XX secolo, si sono uniti dando origine a nuove congregazioni centralizzate (l'Unione Romana, per esempio, è nata dall'unione dei monasteri di Blois, Roma e Calvi). Alla fine del 2008 esistevano ancora 31 monasteri di orsoline con 312 religiose di voti solenni.

## L'istituto secolare
Le orsoline secolari, disperse e quasi scomparse durante il periodo napoleonico, risorsero a Brescia per opera delle sorelle Maddalena ed Elisabetta Girelli, aiutate dal vescovo Girolamo Verzeri. Le sorelle Girelli curarono anche la diffusione delle orsoline in altre diocesi d'Italia e del mondo, dando origine a numerose compagnie diocesane.
Nel 1947 papa Pio XII promulgò la costituzione Provida Mater Ecclesia, con la quale vennero creati gli istituti secolari, e le compagnie diocesane di orsoline vennero inquadrate come tali: la maggior parte delle compagnie diocesane di orsoline secolari si sono federate e sono state approvate come istituto secolare di diritto pontificio il 25 maggio 1958 dando vita alla Compagnia di Sant'Orsola (o "Istituto Secolare di Sant'Angela Merici"), con sede principale a Brescia.

## Le congregazioni religiose
Le prime orsoline che si riunirono per condurre vita comune furono quelle di Brescia, alle quali era stata affidata la gestione dell'orfanotrofio "della Pietà" (1532). Anche a Milano l'arcivescovo Borromeo affidò loro i conservatori di Santa Sofia, Santa Cristina e dello Spirito Santo: nel 1585 Giovanni Fontana, vicario generale della diocesi, redasse per le orsoline di vita comune di Milano una regola, dando inizio alla prima congregazione delle suore orsoline.
Tra le numerose congregazioni di orsoline attualmente esistenti, le maggiori sono:
- le Suore orsoline di San Carlo di Milano, la più antica congregazione, sorte per volontà di Carlo Borromeo (1566) e restaurate nel 1824 a opera di Maria Maddalena Barioli;[11]
- le Suore Orsoline Missionarie del Sacro Cuore di Gesù di Parma, sorte attorno al 1575 per volontà di Ottavio Farnese;[12]
- le Religiose della Compagnia di Sant'Orsola di Dole, fondate nel 1606 da Anne de Xainctonge;[13]
- le Orsoline dell'Unione Canadese, sorte dall'unione dei monasteri di orsoline claustrali fondati dalla Guyart a partire dal 1639;[6]
- le Suore orsoline di Maria Immacolata di Piacenza, volute nel 1649 da Margherita de' Medici;[14]
- l'Unione delle Suore Orsoline d'Irlanda, sorta dall'unione di tre monasteri di orsoline derivati da quello fondato nel 1771 a Blackrock;[15]
- le Orsoline di Gesù (o di Chavagnes), nate nel 1802 a Chavagnes-en-Paillers come "Figlie del Verbo Incarnato";[16]
- le Suore orsoline di Tildonk, sorte in Belgio nel 1810;[17]
- le Suore della Compagnia di Sant'Orsola della Santa Vergine di Tours, sorte nel 1814 e derivate da quelle di Anne de Xainctonge;[18]
- le Suore orsoline di Maria Vergine Immacolata di Gandino, fondate da Francesco Della Madonna il 3 dicembre 1818;[19]
- le Suore Orsoline di Calvarienberg, derivate dal monastero stabilitosi presso Ahrweiler nel 1838;[20]
- le Suore orsoline di San Girolamo di Somasca, fondate da Caterina Cittadini nel 1844;[21]
- le Suore orsoline di Brown County, fondate nel 1845 da un gruppo di orsoline francesi guidato da Julia Chatfield;
- le Suore orsoline di Cleveland, fondate nel 1850 dalle orsoline di Boulogne-sur-Mer;
- le Suore orsoline del Sacro Cuore, fondate nel 1854 a Toledo, Ohio, dalle orsoline di Cleveland;
- le Suore Orsoline Figlie di Maria Immacolata, fondate nel 1856 a Verona da Zefirino Agostini;[22]
- le Suore orsoline dell'Immacolata Concezione, sorte a Louisville nel 1858;
- le Religiose orsoline dell'Unione di Chatham, derivate da un monastero fondato in Canada nel 1870;
- le Suore orsoline di Mount Saint Joseph, fondate nel 1874 dalle orsoline di Louisville;
- le Suore orsoline di Youngstown, fondate nel 1874 dalle orsoline di Cleveland;
- le Orsoline del Santissimo Salvatore, sorte nel 1881 dall'unione di due monasteri di Düsseldorf e Münstereifel;
- le Suore orsoline del Sacro Cuore di Gesù, di Asola, fondate nel 1893;
- le Orsoline dell'Unione Romana, sorte nel 1900 dall'unione di alcuni monasteri di orsoline claustrali;[7]
- le Suore orsoline del Sacro Monte di Varallo, sorte nel 1902 a Scopa;[23]
- le Suore orsoline del Sacro Cuore di Maria di Breganze, fondate nel 1907 da Giovanna Meneghini;[24]
- le Suore orsoline della Sacra Famiglia, fondate nell'arcidiocesi di Siracusa nel 1908.[25]
- le Suore orsoline di Cincinnati, fondate nel 1910 dalle orsoline di Brown County;
- le Suore orsoline di Bruno, fondate nel 1913 nel Saskatchewan dalle orsoline del monastero tedesco di Haselünne, sotto la guida di Clara Erpenbeck;
- le Suore orsoline del Sacro Cuore di Gesù Agonizzante, dette "Grigie", fondate da Urszula Ledóchowska;[26]
- le Suore orsoline del Santissimo Crocifisso, fondate nel 1921 a Castellammare del Golfo da Suor Maria della Croce.[27]
- la Congregazione delle Orsoline Francescane, fondata a Mangalore dal vescovo Vittore Rosario Fernandes nel 1934;[28]
- l'Unione di Sant'Angela Merici, sorta nel 1973 dall'unione dei monasteri francesi di Monistrol-sur-Loire, Ambert e Saint-Chamond con la congregazione di Malet.